# Фримонт (окръг, Колорадо)
Вижте пояснителната страница за други значения на Фримонт.
Окръг Фримонт (на английски: Fremont County) е окръг в щата Колорадо, Съединени американски щати. Площта му е 3973 km², а населението - 47 559 души (2017). Административен център е град Кениън Сити.